# Tine Van den Brande
Tine Van den Brande, née le 3 janvier 1966 à Gand, est une femme politique belge, membre de Groen.

## Biographie
Tine Van den Brande nait le 3 janvier 1966 à Gand.
Lors des élections régionales de 2019, elle est élue députée au Parlement flamand.